# Frederick Richardson
Frederick Richardson (né à Chicago en 1862, mort le 15 janvier 1937) est un illustrateur américain, connu notamment pour ses illustrations des œuvres de L. Frank Baum.

## Biographie
Né en 1862 à Chicago, il fait des études artistiques à la St. Louis School of Fine Art et à l'Académie Julian à Paris. Il enseigne à l'Art Institute de Chicago pendant sept ans . Il est fortement influencé par le mouvement Art nouveau. Dans les années 1890, l'activité d'illustrateur de journaux, travaillant notamment pour le Chicago Daily News, lui permet de gagner sa vie.
Une collection de ses travaux de presse pour le Daily News est publiée en 1899. Ses employeurs le sollicitent pour couvrir l'Exposition universelle de 1900 à Paris. En 1903, il s'installe à New York pour se consacrer à l'illustration de livres. Son premier livre ainsi illustré est Queen Zixi of Ix de Lyman Frank Baum. Ce travail initial est suivi par de nombreux autres projets d'illustration de livres, y compris des éditions des œuvres de Hans Christian Andersen, des Fables d'Ésope,etc., ainsi que de deux volumes de la série des Fairy Books d'Andrew Lang. Il travaille abondamment pour l'éditeur de Chicago P. F. Volland. Pour illustrer les collections de contes de Georgene Faulkner, il varie son style artistique habituel, imitant l'art japonais pour son Little Peachling and Other Tales of Old Japan publié en 1928, et l'art indien pour son The White Elephant and Other Tales from Old India publié en 1929. Il fournit également des images pour une série de livres scolaires appelés Winston Readers. Pendant la Grande dépression, il aurait aussi fourni diverses illustrations à la Work Progress Administration.
Il meurt d'une pneumonie à New York en 1937.